# Erik Röing
Erik Petter Valdemar Röing (i riksdagen kallad Röing i Göteborg), född 3 augusti 1866 på Marstrand i Bohuslän, död 29 november 1936 i Stockholm, var en svensk affärsman och politiker (liberal).
Röing genomgick 1882–1884 handelsinstitut i Göteborg och grundade därefter en grosshandelsrörelse i samma stad. Han deltog 1905 i stiftandet av Göteborgs handelskammare, vars styrelse han sedan tillhörde, var en av stiftarna av de skandinaviska handelsmötena och tillhörde denna organisations styrelse. Livligt politiskt intresserad deltog Röing 1892 i bildandet av Göteborgs liberala valmansförening och var under lång tid dess mest drivande kraft ("övervalman"). 
Han invaldes 1905 av stadens liberala valmän i andra kammaren för Göteborgs stads valkrets, där han särskilt agerade som förkämpe för frihandeln. Från 1909 var han ledamot av bevillningsutskottet (från 1920 dess ordförande). Vid urtima riksdagen 1919 var han ledamot av första särskilda utskottet. Inom Liberala samlingspartiet, vars förtroenderåd han tillhörde från 1907 till partiets upplösning 1923, utövade Röing en energisk verksamhet (betraktades som partiets "förste inpiskare"). Av Frisinnade landsföreningens förtroenderåd var han ledamot från föreningens bildande 1902 och av dess verkställande utskott från 1907. Efter partiets sprängning tillhörde han Sveriges liberala parti och dess riksdagsgrupp fram till 1928. 
Flitigt använd i det allmänna utredningsarbetet, var Röing ordförande i trustkommittén 1911–1913 och för sockersakkunnige 1918–1919 samt ledamot av tull- och traktatkommittén 1919–1924 (var dess ordförande mars-juni 1924), stämpelskattekommittén 1910, sackarinkommittén 1913, svenska delegationen för skandinaviskt varuutbyte 1917–1919 och av ekonomiska rådet 1920 samt från 1925 sakkunnig inom Finansdepartementet för revidering av tulltaxan. Röing var även medlem av styrelsen för riksdagens interparlamentariska grupp samt av Nordiska interparlamentariska förbundets råd.